# František Kaberle senior

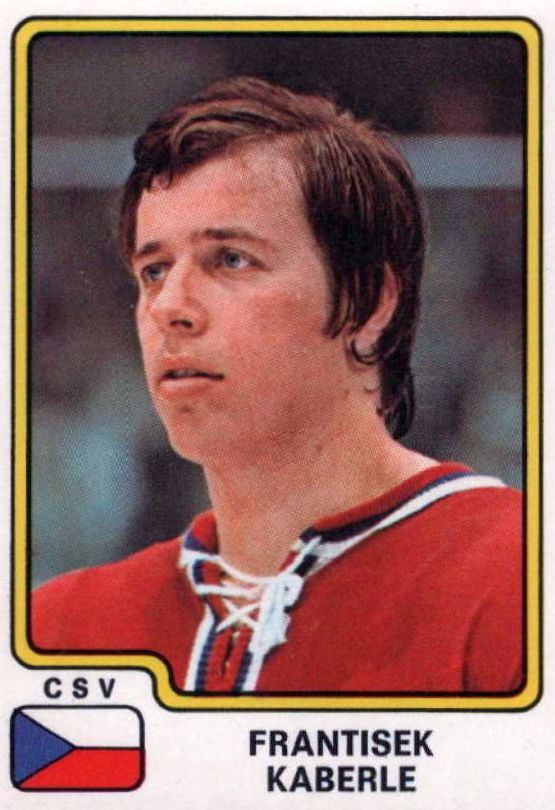
František Kaberle senior

František Kaberle senior (* 6. August 1951 in Kladno, Tschechoslowakei) ist ein ehemaliger tschechischer Eishockeyspieler, der über viele Jahre bei Poldi Kladno und in der Auswahlmannschaft der ČSSR in der Verteidigung spielte. Er ist der Vater von Tomáš und František junior, die beide in der National Hockey League spielen.

## Karriere
In den 1970er Jahren spielte František Kaberle für Poldi Kladno und wurde mit dieser Mannschaft 1975, 1976, 1977, 1978 sowie 1980 Tschechoslowakischer Meister. Meist spielte er dabei an der Seite von František Pospíšil, mit dem er auch im Nationalteam zusammenspielte.
Für die Tschechoslowakische Nationalmannschaft bestritt er den Canada Cup 1976, fünf Weltmeisterschaften (1975–1979) sowie das olympische Eishockeyturnier 1980. Sowohl 1976, als auch 1977 wurde er Weltmeister.

## Erfolge und Auszeichnungen
- 1970 Silbermedaille bei der U19-Junioren-Europameisterschaft
- Tschechoslowakischer Meister 1975, 1976, 1977, 1978 und 1980
- Gewinn der Goldmedaille bei der Eishockey-Weltmeisterschaft 1976 und 1977
- Gewinn der Silbermedaille bei der Eishockey-Weltmeisterschaft 1975, 1978 und 1979
- 2. Platz beim Canada Cup 1976